# Leon „Ndugu” Chancler
Leon "Ndugu" Chancler, (Shreveport, 1952. július 1. – Los Angeles, 2018. február 3.) amerikai dzsesszdobos.

## Pályafutása
Chancler családja 1960-ban Los Angelesbe költözött. Chancler tizenhárom évesen kezdett dobolni. Az iskolában gyakran arra kérték, hogy hagyja el az osztálytermet, mert folyamatosan kopogott az íróasztalon. A Gompers Junior High Schoolba járt. A Locke High Schoolban érettségizett, ahol Willie Bobo-val és a Harold Johnson Sextettel játszott. Később a California State University, Dominguez Hills-en szerzett zeneoktatói diplomát.
Amikor befejezte az egyetemet, már fellépett olyan dzsesszzenéxzekkel, mint a Gerald Wilson Big Band, Herbie Hancock. Felvételei születtek Miles Davisszel, Freddie Hubbarddal és Bobby Hutchersonnal.
Gyakran szerepelt lemezeken a dzsessz-, a blues- és a popzenében. Azonnal felismerhető játéka Michael Jackson „Billie Jean” című számában. 1982-ben Grammy-díj jelölést kapott a legjobb R&B dal kategóriában a Dazz Band által ismertté vált „Let It Whip” társszerzőjéért.
A többi zenész, akikkel Chancler pályafutása során dolgozott, (többek között) George Benson, Stanley Clarke, George Duke, John Lee Hooker, Hubert Laws, Thelonious Monk, Jean-Luc Ponty, Lionel Richie, Kenny Rogers, Patrice Rushen, Carlos Santana, Frank Sinatra, Donna Summer és Weather Report.
2006-ban a Dél-Kaliforniai Egyetem jazztudományi adjunktusa lett, és minden nyáron három hétig tanított a kaliforniai Stanford Jazz Workshopban.
Chanclernek Herbie Hancock adta a „Ndugu” becenevet, amikor Hancock a „Mwandishi” című lemezén dolgozott. A ndugu szuahéli jelentése: testvér, családtag, haver. Amikor Chancler édesanyját cukorbetegséggel diagnosztizálták, 1994-ben bekövetkezett haláláig gondoskodott róla.
Chancler Los Angeles-i otthonában halt meg 2018. február 3-án prosztatarákban, 65 évesen. A „Home Light” című dalt Ernie Watts és Marc Seales írta Chancler emlékére. Ez volt az Ernie Watts Quartet 2018-as albumának a címadó dala.

## Zenekarvezető
- Do I Make You Feel Better? (1980)
- The Spread of the Future (2008)
- Old Friends Live (1989)

Zenekari tag:

### Miles Davis
- Miles Davis at Newport 1955-1975 (2015)

### Michael Jackson
- Thriller (1982)

### Eddie Harris
- Excursions (1966–73)

### Hampton Hawes
- Universe (1972)
- Blues for Walls (1973)

### Joe Henderson
- The Elements (974)

### Harold Land
- Damisi (1972)
- Choma (Burn) (1972)

### Azar Lawrence
- Bridge into the New Age (1974)

### Julian Priester
- Love, Love (1973)

### Santana
- Borboletta (1974)
- Amigos (1976)

### Lalo Schifrin
- No One Home (1979)

### Weather Report
- Tale Spinnin' (1975)

### Dee Dee Bridgewater
- Just Family (1977)